# Территориальное аббатство Паннонхальма
Территориальное аббатство Паннонхальма или Территориальное аббатство святого Мартина в Паннонхальме (лат. Territorialis Abbatia S. Martini in Monte Pannoniae) — территориально-административная единица Римско-Католической Церкви на уровне епархии, руководимая аббатом бенедиктинского аббатства и подчиняющаяся непосредственно Святому Престолу. Территориальное аббатство Паннонхальма состоит из 15 приходов. Кафедра территориального аббатства Паннонхальма находится в бенедиктинском аббатстве Паннонхалама, в городе Паннонхальма, Венгрия.

## История
Территориальное аббатство Паннонхальма было создано Святым Престолом в 997 году и было поручено руководству аббата бенедиктинского монастыря в Паннонхальма. В настоящее время территориальное аббатство Паннонхальма обслуживает близлежащие населённые пункты с населением общей численностью 24700 человек. В территориальном аббатстве работает 16 священников из монашеского ордена бенедиктинцев.

## Источник
- Annuario Pontificio, Libreria Editrice Vaticana, Città del Vaticano, 2003, ISBN 88-209-7422-3